# FreeSBIE
 (septembre 2012).
FreeSBIE est un système d'exploitation sur live CD, basé sur FreeBSD, lancé en 2003. Il est réalisé par le groupe italien GUFI (Gruppo Utenti FreeBSD Italia). Ce n'est pas un fork de FreeBSD, mais une variante.
Contrairement à ce que l'on peut croire, le LiveCD que l'on peut obtenir de FreeSBIE n'est qu'un exemple de ce que l'on peut faire avec. Le but est de pouvoir faire son propre live CD de manière simple.
Ce live CD permet de faire fonctionner un système de type BSD sans avoir besoin de l'installer. Il est directement chargé à partir du cdrom dans la RAM de l'ordinateur.
Il n'est pas possible d'installer FreeSBIE sur un disque dur.
D'après Distrowatch, le projet semble arrêté depuis 2007.

## IRC
Il est possible de rencontrer des développeurs sur le serveur irc.azzurra.org, canal #freesbie.

## Versions
- 2.0.1, sortie le 12 février 2007, basée sur FreeBSD 6.2-RELEASE (cette version corrige de nombreux bogues majeurs de la version 2.0)
- 2.0, sortie le 15 janvier 2007, basée sur FreeBSD 6.2-RELEASE.
- 1.1, sortie le 6 décembre 2004, basée sur FreeBSD 5.3-RELEASE.
- 1.0, sortie le 27 février 2004